# Friedrich Carl Andreas
Friedrich Carl Andreas, född 14 april 1846 i Batavia, död 3 oktober 1930 i Göttingen, var en tysk filolog. Han gifte sig 1887 med Lou Andreas-Salomé.

## Biografi
Andreas blev professor vid Göttingens universitet 1904, och var en av sin samtids främsta representanter för den iranska filologin. Bland de många uppslag, varmed han berikat forskningen, kan nämnas hans teorier om den arsakidiska Avestaredaktionen, och om avestiskans ljudsystem, distinktionen mellan nordlig och sydlig pehlevi samt upptäckten av sogdiskan, varjämte många snillrika rön kommit den iranska epigrafiken och paleografin till godo. Tillsammans med Franz Stolze reste han 1879–1882 till Persien, vilket resulterade i verket Persepolis (2 band, 1882).